# Antiga masia (Esponellà)
L'Antiga masia és una obra gòtica d'Esponellà (Pla de l'Estany) inclosa a l'Inventari del Patrimoni Arquitectònic de Catalunya.

## Descripció
Construcció rural de planta rectangular. Es desenvolupa en planta baixa, pis i golfes, i presenta coberta de teula àrab a dues vessants. Les parets estructurals són de maçoneria, amb carreus a les cantonades de les façanes. La majoria d'obertures estan emmarcades per carreus bisellats i presenten ampit de pedra motllurada. La porta principal, situada a l'extrem dret de la façana sud, és de mig punt amb dovelles, i sobre aquesta hi ha una finestra gòtica biforada d'arquets trilobats a la que li falta el suport central.

## Història
És un dels tres masos que integren el nucli central del veïnat de Batllori. En fase de rehabilitació.